# Perforatie (algemeen)

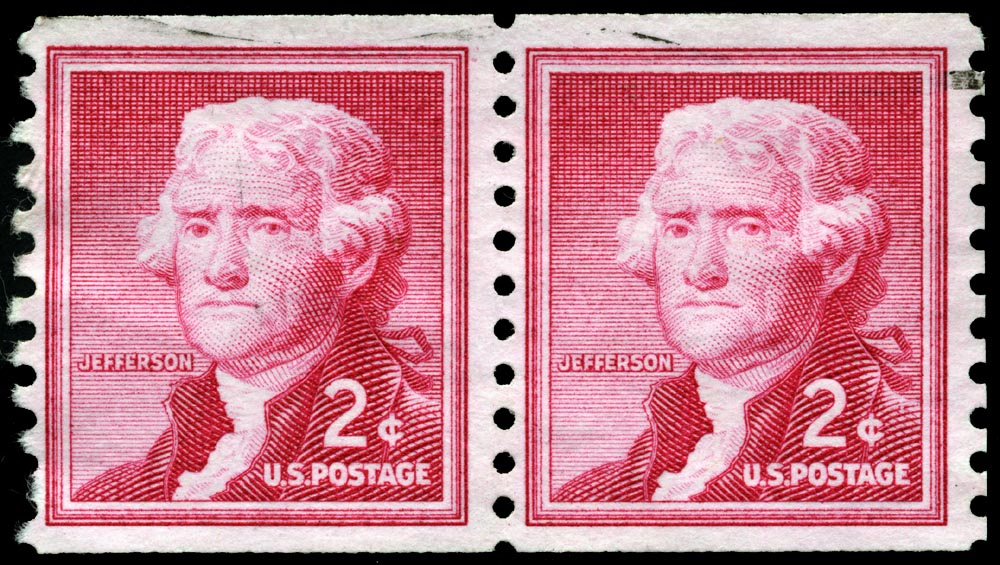
Postzegels gescheiden door perforatie

Perforatie is het volledig doorboren van een object.
In het dagelijks taalgebruik betreft perforatie vaak een reeks van gaatjes. Hiervoor zijn verschillende toepassingen:
- In papier, om het papier makkelijk en netjes langs een lijn te kunnen scheuren. Zo kan men een acceptgirokaart van een rekening afscheuren of een aanmeldingsstrook van een brief.
- In postzegels, voor hetzelfde doel. Men spreekt dan ook wel van vertanding. Filatelisten meten vaak nauwkeurig de afstand tussen de gaatjes, meestal met een tandingmeter, en letten op beschadigde randen.
- Om papier in een map of ringband te kunnen opnemen. Het aantal perforaties is 2, 4, 17 of 23. Een Amerikaanse norm heeft 3 perforaties.
- Voor transport van papier. Oudere computerprinters werken met kettingformulieren dat aan de randen geperforeerd is voor het transport van het papier. De perforatieafstand is 1,27 mm.
- Voor transport van filmmateriaal. Een gewone kleinbeeldfilm heeft perforaties langs de rand voor het transport door de camera. Ook bij projectie van een film is de perforatie van belang.